# Slieve Bloom Mountains SAC
Slieve Bloom Mountains SAC este o arie protejată (arie specială de conservare — SAC, sit de importanță comunitară — SCI) din Irlanda întinsă pe o suprafață de 4.875,07 ha, integral pe uscat.

## Localizare
Centrul sitului Slieve Bloom Mountains SAC este situat la coordonatele 53°04′34″N 7°35′33″W / 53.075986°N 7.592531°V.

## Înființare
Situl Slieve Bloom Mountains SAC a fost declarat sit de importanță comunitară în mai 1998 pentru a proteja 2 specii de animale. Situl a fost protejat și ca arie specială de conservare în martie 2022.

## Biodiversitate
Situată în ecoregiunea atlantică, aria protejată conține 3 habitate naturale: Pajiști umede nord-atlantice cu Erica tetralix, Turbării de acoperire (* exclusiv pentru turbării active), Păduri aluvionare cu Alnus glutinosa și Fraxinus excelsior (Alno-Padion, Alnion incanae, Salicion albae).
La baza desemnării sitului se află mai multe specii protejate de  păsări (2): erete vânăt (Circus cyaneus), șoim călător (Falco peregrinus).